# Шеметов, Владимир Ильич
Владимир Ильич Шеметов (род. 9 марта 1964, Волгоград) — советский пловец. Заслуженный мастер спорта СССР (1984).

## Биография
В 1985 году окончил Волгоградский институт физической культуры.
Начал заниматься плаванием в 1974 году. Специализировался в плавании на спине, а также успешно выступал в вольном стиле и комплексном плавании. Выступал за клуб «Волга» (Волгоград) и «Экран» (Ленинград). Входил в состав сборной СССР в 1978—1984 и 1987—1993 годах.
Призёр Олимпийских Игр 1980 года в комбинированной эстафете.
Неоднократный призёр чемпионата мира по плаванию. Завоевал три серебряные медали в эстафетах 4×200 м вольным стилем (1982) и 4×100 м комбинированной (1982, 1991) и бронзовую на дистанции 100 м на спине (1982).
Чемпион Европы в эстафете 4×200 м вольным стилем (1981) и комбинированной эстафете 4×100 м (1983). Серебряный призёр чемпионата Европы на дистанциях 100 м на спине (1981, 1983), 200 м на спине (1981), бронзовый призёр в эстафете 4×100 м вольным стилем (1987).
Многократный чемпион СССР.. Побеждал на дистанциях 100 м на спине (1981, 1983, 1984, 1990), 200 м на спине (1981, 1990), 200 м вольным стилем (1984), 400 м комплексным плаванием (1981), а также в эстафетах 4×100 м и 4×200 м вольным стилем (1987).
Чемпионат России по плаванию — два серебра, в дисциплинах 100 и 200 м на спине (1993).
После окончания спортивной карьеры (1993 год) работал в клубе «Волга» до 1998 года. Потом долгое время работал в Венесуэле тренером спортивной школы Piscinas Bolivarianas и спортивного клуба Olimpicos De Lara. В настоящее время руководитель школы плавания клуба OrangeFitness в посёлке Новое Лапино.